# Rekordy Polski w pływaniu
Poniższe tabele przedstawiają rekordy Polski w pływaniu. Wszystkie rekordy zostały ustanowione w finałach, chyba że zaznaczono inaczej w kategorii wiekowej 10lat

## Basen 50-metrowy

### Mężczyźni
| Konkurencja                   | Czas     |                | Zawodnik                                                                                                | Klub                       | Data                     | Zawody                      | Miejsce             | Źródło |
| ----------------------------- | -------- | -------------- | --- | -------------------------- | ------------------------ | --------------------------- | ------------------- | ------ |
| 50 m stylem dowolnym          | 21,45    | e              | Paweł Juraszek                                                                                          | MKS Dziewiątka Dzierżoniów | 24 maja 2018             | Mistrzostwa Polski          | Łódź                | [ 1 ]  |
| 100 m stylem dowolnym         | 48,22    | pf             | Konrad Czerniak                                                                                         | KS Wisła Puławy            | 29 lipca 2009            | Mistrzostwa świata          | Rzym                | [ 2 ]  |
| 200 m stylem dowolnym         | 1:45,00  | pf             | Kamil Sieradzki                                                                                         | AZS AWF Katowice           | 28 lipca 2025            | Mistrzostwa świata          | Singapur            | [ 3 ]  |
| 400 m stylem dowolnym         | 3:45,71  |                | Przemysław Stańczyk                                                                                     | MKP Szczecin               | 21 sierpnia 2007         | Grand Prix Japonii          | Chiba               | [ 4 ]  |
| 800 m stylem dowolnym         | 7:41,73  |                | Wojciech Wojdak                                                                                         | BOSiR Brzesko              | 26 lipca 2017            | Mistrzostwa świata          | Budapeszt           | [ 5 ]  |
| 1500 m stylem dowolnym        | 14:45,94 |                | Mateusz Sawrymowicz                                                                                     | MKP Szczecin               | 1 kwietnia 2007          | Mistrzostwa świata          | Melbourne           | [ 6 ]  |
| 50 m stylem grzbietowym       | 24,44    |                | Ksawery Masiuk                                                                                          | UKS G-8 Bielany Warszawa   | 2 września 2022          | Mistrzostwa świata juniorów | Lima                | [ 7 ]  |
| 50 m stylem grzbietowym       | 24,44    | 25 lutego 2023 | Ksawery Masiuk                                                                                          | UKS G-8 Bielany Warszawa   | Grand Prix Puchar Polski | Lublin                      | [ 8 ]               |        |
| 50 m stylem grzbietowym       | 24,44    | 18 lutego 2024 | Ksawery Masiuk                                                                                          | UKS G-8 Bielany Warszawa   | Mistrzostwa Świata       | Doha                        | [ 9 ]               |        |
| 100 m stylem grzbietowym      | 52,58    | pf             | Ksawery Masiuk                                                                                          | UKS G-8 Bielany Warszawa   | 19 czerwca 2022          | Mistrzostwa świata          | Budapeszt           | [ 10 ] |
| 200 m stylem grzbietowym      | 1:54,24  |                | Radosław Kawęcki                                                                                        | KS Korner Zielona Góra     | 2 sierpnia 2013          | Mistrzostwa świata          | Barcelona           | [ 11 ] |
| 50 m stylem klasycznym        | 26,82    | e              | Jan Kozakiewicz                                                                                         | Legia Warszawa             | 21 maja 2021             | Mistrzostwa Europy          | Budapeszt           | [ 12 ] |
| 100 m stylem klasycznym       | 59,58    |                | Jan Kałusowski                                                                                          | MKS Trójka Łódź            | 18 czerwca 2024          | Mistrzostwa Europy          | Belgrad             | [ 13 ] |
| 200 m stylem klasycznym       | 2:09,99  |                | Dawid Wiekiera                                                                                          | Wodnik 29 Tychy            | 9 kwietnia 2022          | Grand Prix Pucharu Polski   | Lublin              | [ 14 ] |
| 50 m stylem motylkowym        | 23,07    | pf             | Konrad Czerniak                                                                                         | AZS AWF Katowice           | 2 sierpnia 2015          | Mistrzostwa świata          | Kazań               | [ 15 ] |
| 100 m stylem motylkowym       | 50,92    |                | Jakub Majerski                                                                                          | AZS AWF Katowice           | 31 lipca 2021            | Igrzyska olimpijskie        | Tokio               | [ 16 ] |
| 200 m stylem motylkowym       | 1:52,64  |                | Krzysztof Chmielewski                                                                                   | IUKS "Muszelka" Warszawa   | 30 lipca 2025            | Mistrzostwa świata          | Singapur            | [ 17 ] |
| 200 m stylem zmiennym         | 1:58,14  |                | Marcin Cieślak                                                                                          | MUKP PW Warszawianka       | 6 sierpnia 2015          | Mistrzostwa świata          | Kazań               | [ 18 ] |
| 400 m stylem zmiennym         | 4:12,28  |                | Mateusz Matczak                                                                                         | MKS Trójka Łódź            | 11 lipca 2009            | Uniwersjada                 | Belgrad             | [ 19 ] |
| Sztafety reprezentacji Polski |          |                | |                            |                          |                             |                     |        |
| 4 × 100 m stylem dowolnym     | 3:13,25  |                | Mateusz Chowaniec (48,45) Dominik Dudys (48,60) Ksawery Masiuk (48,04) Kamil Sieradzki (48,16)          | Polska                     | 20 czerwca 2024          | Mistrzostwa Europy          | Belgrad             | [ 20 ] |
| 4 × 200 m stylem dowolnym     | 7:08,31  |                | Jan Świtkowski (1:47,43) Paweł Korzeniowski (1:47,46) Kacper Klich (1:47,82) Kacper Majchrzak (1:45,60) | Polska                     | 21 maja 2016             | Mistrzostwa Europy          | Londyn              | [ 21 ] |
| 4 × 100 m stylem zmiennym     | 3:32,62  | e              | Kacper Stokowski (54,67) Jan Kozakiewicz (59,24) Jakub Majerski (50,66) Jakub Kraska (48,05)            | Polska                     | 30 lipca 2021            | Igrzyska olimpijskie        | Tokio               | [ 22 ] |
| Sztafety klubowe              |          |                | |                            |                          |                             |                     |        |
| 4 × 100 m stylem dowolnym     | 3:19,13  |                | Karol Ostrowski (50,19) Jakub Książek (49,36) Oskar Krupecki (50,81) Paweł Sendyk (48,77)               | MKP Szczecin               | 19 maja 2017             | Mistrzostwa Polski          | Lublin              | [ 23 ] |
| 4 × 200 m stylem dowolnym     | 7:23,41  |                | Łukasz Gąsior (1:49,63) Łukasz Gimiński (1:52,46) Michał Rokicki (1:51,43) Paweł Korzeniowski (1:49,89) | AZS AWF Warszawa           | 29 listopada 2007        | Mistrzostwa Polski          | Gorzów Wielkopolski | [ 24 ] |
| 4 × 100 m stylem zmiennym     | 3:36,61  |                | Tomasz Polewka (54,46) Mikołaj Machnik (1:01,17) Michał Poprawa (51,65) Rafał Bugdol (49,33)            | AZS AWF Katowice           | 21 maja 2017             | Mistrzostwa Polski          | Lublin              | [ 25 ] |

Legenda: e – rekord ustanowiony w eliminacjach, pf – rekord ustanowiony w półfinałach, sz – rekord ustanowiony na pierwszej zmianie sztafety

### Kobiety
| Konkurencja                   | Czas     |    | Zawodniczka | Klub                    | Data             | Zawody                      | Miejsce                 | Źródło |
| ----------------------------- | -------- | -- | --- | ----------------------- | ---------------- | --------------------------- | ----------------------- | ------ |
| 50 m stylem dowolnym          | 23,95    |    | Katarzyna Wasick                                                                                                 | AZS AWF Katowice        | 18 lutego 2024   | Mistrzostwa Świata          | Doha                    | [ 26 ] |
| 100 m stylem dowolnym         | 54,01    | pf | Kornelia Fiedkiewicz                                                                                             | MKS Juvenia Wrocław     | 15 lutego 2024   | Mistrzostwa Świata          | Doha                    | [ 27 ] |
| 200 m stylem dowolnym         | 1:57,15  | sz | Otylia Jędrzejczak                                                                                               | AZS AWF Warszawa        | 3 sierpnia 2006  | Mistrzostwa Europy          | Budapeszt               | [ 28 ] |
| 400 m stylem dowolnym         | 4:04,23  |    | Otylia Jędrzejczak                                                                                               | AZS AWF Warszawa        | 25 marca 2007    | Mistrzostwa świata          | Melbourne               | [ 29 ] |
| 800 m stylem dowolnym         | 8:35,73  |    | Otylia Jędrzejczak                                                                                               | AZS AWF Warszawa        | 17 maja 2008     | Grand Prix Polski           | Ostrowiec Świętokrzyski | [ 30 ] |
| 1500 m stylem dowolnym        | 16:30,50 |    | Magdalena Dyszkiewicz                                                                                            | WKS Śląsk Wrocław       | 13 lipca 2000    |                             | Athens                  |        |
| 50 m stylem grzbietowym       | 27,72    | pf | Alicja Tchórz | MKS Juvenia Wrocław     | 4 sierpnia 2018  | Mistrzostwa Europy          | Glasgow                 | [ 31 ] |
| 100 m stylem grzbietowym      | 59,75    |    | Paulina Peda | AZS AWF Katowice        | 3 maja 2022      | Polish Open                 | Łódź                    | [ 32 ] |
| 200 m stylem grzbietowym      | 2:08,96  | pf | Laura Bernat | AZS UMCS Lublin         | 28 lipca 2023    | Mistrzostwa Świata          | Fukuoka                 | [ 33 ] |
| 50 m stylem klasycznym        | 30,55    |    | Dominika Sztandera                                                                                               | MKS Juvenia Wrocław     | 23 czerwca 2024  | Mistrzostwa Europy          | Belgrad                 | [ 34 ] |
| 100 m stylem klasycznym       | 1:06,42  | e  | Dominika Sztandera                                                                                               | MKS Juvenia Wrocław     | 24 lipca 2023    | Mistrzostwa Świata          | Fukuoka                 | [ 35 ] |
| 200 m stylem klasycznym       | 2:26,84  |    | Wiktoria Bieńkowska                                                                                              | MKS KS AZS AWFiS Gdańsk | 10 lipca 2009    | Mistrzostwa Europy juniorów | Praga                   | [ 36 ] |
| 50 m stylem motylkowym        | 25,91    | pf | Anna Dowgiert | WKS Śląsk Wrocław       | 7 sierpnia 2015  | Mistrzostwa świata          | Kazań                   | [ 37 ] |
| 100 m stylem motylkowym       | 57,84    | e  | Otylia Jędrzejczak                                                                                               | AZS AWF Warszawa        | 14 sierpnia 2004 | Igrzyska olimpijskie        | Ateny                   | [ 38 ] |
| 200 m stylem motylkowym       | 2:05,61  |    | Otylia Jędrzejczak                                                                                               | AZS AWF Warszawa        | 28 lipca 2005    | Mistrzostwa świata          | Montreal                | [ 39 ] |
| 200 m stylem zmiennym         | 2:12,13  | pf | Katarzyna Baranowska                                                                                             | MKP Szczecin            | 12 sierpnia 2008 | Igrzyska olimpijskie        | Pekin                   | [ 40 ] |
| 400 m stylem zmiennym         | 4:36,95  | e  | Katarzyna Baranowska                                                                                             | MKP Szczecin            | 9 sierpnia 2008  | Igrzyska olimpijskie        | Pekin                   | [ 41 ] |
| Sztafety reprezentacji Polski |          |    | |                         |                  |                             |                         |        |
| 4 × 100 m stylem dowolnym     | 3:38,65  |    | Katarzyna Wasick (54,12) Kornelia Fiedkiewicz (54,23) Zuzanna Famulok (55,04) Julia Maik (55,26)                 | Polska                  | 11 lutego 2024   | Mistrzostwa Świata          | Doha                    | [ 42 ] |
| 4 × 200 m stylem dowolnym     | 7:56,32  |    | Otylia Jędrzejczak (1:57,15) Joanna Budzis (2:01,03) Agata Zwiejska (2:00,11) Paulina Barzycka (1:58,03)         | Polska                  | 3 sierpnia 2006  | Mistrzostwa Europy          | Budapeszt               | [ 28 ] |
| 4 × 100 m stylem zmiennym     | 3:58,71  |    | Adela Piskorska (1:00,40) Dominika Sztandera (1:06,07) Paulina Peda (58,15) Kornelia Fiedkiewicz (54,09)         | Polska                  | 23 czerwca 2024  | Mistrzostwa Europy          | Belgrad                 | [ 43 ] |
| Sztafety klubowe              |          |    | |                         |                  |                             |                         |        |
| 4 × 100 m stylem dowolnym     | 3:42,87  |    | Katarzyna Wasick (54,22) Dominika Kossakowska (55,95) Marta Cieśla (56,11) Paulina Peda (56,59)                  | AZS AWF Katowice        | 16 maja 2019     | Mistrzostwa Polski          | Olsztyn                 | [ 44 ] |
| 4 × 200 m stylem dowolnym     | 8:17,07  |    | Otylia Jędrzejczak (1:58,71) Karolina Szczepaniak (2:06,09) Angelika Oleksy (2:07,05) Paulina Barzycka (2:05,22) | AZS AWF Warszawa        | 12 kwietnia 2007 |                             | Dębica                  |        |
| 4 × 100 m stylem zmiennym     | 4:02,63  |    | Alicja Tchórz (1:00,70) Dominika Sztandera (1:07,94) Klaudia Naziębło (59,03) Kornelia Fiedkiewicz (54,96)       | MKS Juvenia Wrocław     | 2 maja 2021      | Mistrzostwa Polski          | Lublin                  | [ 45 ] |

Legenda: e – rekord ustanowiony w eliminacjach, pf – rekord ustanowiony w półfinałach, sz – rekord ustanowiony na pierwszej zmianie sztafety

### Sztafety mieszane
| Konkurencja                   | Czas    |   | Zawodnik / Zawodniczka                                                                                        | Klub   | Data             | Zawody             | Miejsce   | Źródło |
| ----------------------------- | ------- | - | --- | ------ | ---------------- | ------------------ | --------- | ------ |
| Sztafety reprezentacji Polski |         |   | |        |                  |                    |           |        |
| 4 × 100 m stylem dowolnym     | 3:26,95 | e | Jakub Kraska (48,77) Kacper Majchrzak (49,11) Kornelia Fiedkiewicz (54,86) Alicja Tchórz (54,21)              | Polska | 22 maja 2021     | Mistrzostwa Europy | Budapeszt | [ 46 ] |
| 4 × 200 m stylem dowolnym     | 7:41,29 |   | Kamil Sieradzki (1:49,04) Mateusz Chowaniec (1:50,94) Aleksandra Knop (2:02,31) Aleksandra Polańska (1:59,00) | Polska | 16 sierpnia 2022 | Mistrzostwa Europy | Rzym      | [ 47 ] |
| 4 × 100 m stylem zmiennym     | 3:45,20 |   | Paulina Peda (1:00,64) Dawid Wiekiera (59,22) Jakub Majerski (51,13) Aleksandra Polańska (54,21)              | Polska | 12 sierpnia 2022 | Mistrzostwa Europy | Rzym      | [ 48 ] |

Legenda: e – rekord ustanowiony w eliminacjach, pf – rekord ustanowiony w półfinałach, sz – rekord ustanowiony na pierwszej zmianie sztafety

## Basen 25-metrowy

### Mężczyźni
| Konkurencja                   | Czas     |  | Zawodnik                                                                                             | Klub                     | Data              | Zawody                        | Miejsce             | Źródło |
| ----------------------------- | -------- |  | --- | ------------------------ | ----------------- | ----------------------------- | ------------------- | ------ |
| 50 m stylem dowolnym          | 20,79    |  | Konrad Czerniak                                                                                      | AZS AWF Katowice         | 17 grudnia 2015   | Mistrzostwa Polski            | Lublin              | [ 49 ] |
| 100 m stylem dowolnym         | 46,19    |  | Kacper Majchrzak                                                                                     | Warta Poznań             | 6 sierpnia 2017   | Puchar Świata                 | Berlin              | [ 50 ] |
| 200 m stylem dowolnym         | 1:41,62  |  | Kacper Majchrzak                                                                                     | Warta Poznań             | 7 sierpnia 2017   | Puchar Świata                 | Berlin              | [ 51 ] |
| 400 m stylem dowolnym         | 3:37,57  |  | Wojciech Wojdak                                                                                      | UKP Unia Oświęcim        | 2 grudnia 2015    | Mistrzostwa Europy            | Netanja             | [ 52 ] |
| 800 m stylem dowolnym         | 7:33,60  |  | Wojciech Wojdak                                                                                      | UKP Unia Oświęcim        | 19 grudnia 2015   | Mistrzostwa Polski            | Lublin              | [ 53 ] |
| 1500 m stylem dowolnym        | 14:24,54 |  | Mateusz Sawrymowicz                                                                                  | MKP Szczecin             | 15 grudnia 2007   | Mistrzostwa Europy            | Debreczyn           | [ 54 ] |
| 50 m stylem grzbietowym       | 22,74    |  | Kacper Stokowski                                                                                     | AZS UMCS Lublin          | 16 grudnia 2022   | Mistrzostwa świata            | Melbourne           | [ 55 ] |
| 100 m stylem grzbietowym      | 49,16    |  | Kacper Stokowski                                                                                     | AZS UMCS Lublin          | 11 grudnia 2024   | Mistrzostwa świata            | Budapeszt           | [ 56 ] |
| 200 m stylem grzbietowym      | 1:47,38  |  | Radosław Kawęcki                                                                                     | AZS AWF Warszawa         | 7 grudnia 2014    | Mistrzostwa świata            | Doha                | [ 57 ] |
| 50 m stylem klasycznym        | 26,19    |  | Adam Plutecki                                                                                        | KS Korner Zielona Góra   | 28 listopada 2009 | Mistrzostwa Polski            | Gorzów Wielkopolski | [ 58 ] |
| 100 m stylem klasycznym       | 57,24    |  | Jan Kałusowski                                                                                       | MKS Trójka Łódź          | 9 listopada 2024  | Memoriał Marka Petrusewicza   | Wrocław             | [ 59 ] |
| 200 m stylem klasycznym       | 2:05,05  |  | Jan Kałusowski                                                                                       | MKP Wodnik 29 Tychy      | 23 listopada 2024 | PGE Grand Prix Puchar Polski  | Łódź                |        |
| 50 m stylem motylkowym        | 22,08    |  | Marcin Cieślak                                                                                       | AZS UMCS Lublin          | 18 grudnia 2020   | Mistrzostwa Polski            | Olsztyn             | [ 60 ] |
| 100 m stylem motylkowym       | 49,18    |  | Marcin Cieślak                                                                                       | G-8 Bielany Warszawa     | 21 listopada 2020 | International Swimming League | Budapeszt           | [ 61 ] |
| 200 m stylem motylkowym       | 1:49,26  |  | Krzysztof Chmielewski                                                                                | IUKS "Muszelka" Warszawa | 12 grudnia 2024   | Mistrzostwa świata            | Budapeszt           | [ 62 ] |
| 100 m stylem zmiennym         | 51,14    |  | Marcin Cieślak                                                                                       | G-8 Bielany Warszawa     | 16 listopada 2020 | International Swimming League | Budapeszt           | [ 63 ] |
| 200 m stylem zmiennym         | 1:53,39  |  | Jan Świtkowski                                                                                       | AZS UMCS Lublin          | 22 grudnia 2018   | Mistrzostwa Polski            | Lublin              | [ 64 ] |
| 400 m stylem zmiennym         | 4:03,20  |  | Łukasz Wójt                                                                                          | Kadra PZP                | 14 listopada 2009 | Puchar Świata                 | Berlin              | [ 65 ] |
| Sztafety reprezentacji Polski |          |  | |                          |                   |                               |                     |        |
| 4 × 50 m stylem dowolnym      | 1:23,74  |  | Paweł Juraszek (21,19) Marcin Cieślak (20,98) Karol Ostrowski (20,79) Jakub Kraska (20,78)           | Polska                   | 4 grudnia 2019    | Mistrzostwa Europy            | Glasgow             | [ 66 ] |
| 4 x 100 m stylem dowolnym     | 3:04.46  |  | Kamil Sieradzki (46,33) Jakub Majerski (46,04) Ksawery Masiuk (45,64) Kacper Stokowski (46,45)       | Polska                   | 10 grudnia 2024   | Mistrzostwa Świata            | Budapeszt           | [ 67 ] |
| 4 × 50 m stylem zmiennym      | 1:32,30  |  | Kacper Stokowski (23,17) Krzysztof Tokarski (26,17) Michał Chudy (22,61) Konrad Czerniak (20,35)     | Polska                   | 17 grudnia 2017   | Mistrzostwa Europy            | Kopenhaga           | [ 68 ] |
| Sztafety klubowe              |          |  | |                          |                   |                               |                     |        |
| 4 × 100 m stylem dowolnym     | 3:09,65  |  | Konrad Czerniak (47,57) Jan Świtkowski (47,99) Jan Hołub (48,11) Marcin Cieślak (46,18)              | AZS UMCS Lublin          | 17 grudnia 2020   | Mistrzostwa Polski            | Olsztyn             | [ 69 ] |
| 4 × 200 m stylem dowolnym     | 7:04,62  |  | Paweł Korzeniowski (1:43,20) Paweł Rurak (1:48,83) Łukasz Gimiński (1:46,61) Łukasz Gąsior (1:45,98) | AZS AWF Warszawa         | 29 listopada 2009 | Mistrzostwa Polski            | Gorzów Wielkopolski | [ 70 ] |
| 4 × 50 m stylem zmiennym      | 1:33,90  |  | Tomasz Polewka (23,52) Krzysztof Tokarski (26,95) Konrad Czerniak (22,14) Maciej Falaciński (21,29)  | AZS AWF Katowice         | 17 grudnia 2015   | Mistrzostwa Polski            | Lublin              | [ 71 ] |
| 4 × 100 m stylem zmiennym     | 3:26,50  |  | Tomasz Polewka (51,30) Krzysztof Tokarski (57,95) Michał Poprawa (49,95) Rafał Bugdol (47,30)        | AZS AWF Katowice         | 20 grudnia 2017   | Mistrzostwa Polski            | Łódź                | [ 72 ] |

Legenda: e – rekord ustanowiony w eliminacjach, pf – rekord ustanowiony w półfinałach, sz – rekord ustanowiony na pierwszej zmianie sztafety

### Kobiety
| Konkurencja                   | Czas     |  | Zawodniczka | Klub                  | Data                 | Zawody                        | Miejsce      | Źródło |
| ----------------------------- | -------- |  | --- | --------------------- | -------------------- | ----------------------------- | ------------ | ------ |
| 50 m stylem dowolnym          | 23,10    |  | Katarzyna Wasick                                                                                               | AZS AWF Katowice      | 3 listopada 2022     | Puchar Świata                 | Indianapolis | [ 73 ] |
| 100 m stylem dowolnym         | 51,44    |  | Katarzyna Wasick                                                                                               | AZS AWF Katowice      | 17 września 2021     | International Swimming League | Neapol       | [ 74 ] |
| 200 m stylem dowolnym         | 1:54,39  |  | Otylia Jędrzejczak                                                                                             | AZS AWF Warszawa      | 10 grudnia 2006      | Mistrzostwa Europy            | Helsinki     | [ 75 ] |
| 400 m stylem dowolnym         | 4:02,68  |  | Aleksandra Polańska                                                                                            | UKS GOS Raszyn        | 18 grudnia 2020      | Mistrzostwa Polski            | Olsztyn      | [ 76 ] |
| 800 m stylem dowolnym         | 8:18,62  |  | Paulina Piechota                                                                                               | UKS 190 Łódź          | 16 grudnia 2020      | Mistrzostwa Polski            | Olsztyn      | [ 77 ] |
| 1500 m stylem dowolnym        | 15:52,72 |  | Paulina Piechota                                                                                               | UKS 190 Łódź          | 20 grudnia 2020      | Mistrzostwa Polski            | Olsztyn      | [ 78 ] |
| 50 m stylem grzbietowym       | 26,03    |  | Aleksandra Urbańczyk-Olejarczyk                                                                                | AZS UŁ-PŁ Łódź        | 19 grudnia 2015      | Mistrzostwa Polski            | Lublin       | [ 79 ] |
| 100 m stylem grzbietowym      | 57,09    |  | Alicja Tchórz                                                                                                  | MKS Juvenia Wrocław   | 27 października 2020 | International Swimming League | Budapeszt    | [ 80 ] |
| 200 m stylem grzbietowym      | 2:04,64  |  | Adela Piskorska                                                                                                | UKS SHARK Rudna       | 3 grudnia 2021       | Mistrzostwa Polski            | Bydgoszcz    | [ 81 ] |
| 50 m stylem klasycznym        | 29,40    |  | Dominika Sztandera                                                                                             | MKS Juvenia Wrocław   | 27 października 2023 | Memoriał Marka Petrusewicza   | Wrocław      | [ 82 ] |
| 100 m stylem klasycznym       | 1:04,01  |  | Dominika Sztandera                                                                                             | MKS Juvenia Wrocław   | 17 grudnia 2020      | Mistrzostwa Polski            | Olsztyn      | [ 83 ] |
| 200 m stylem klasycznym       | 2:23,24  |  | Katarzyna Dulian                                                                                               | MKS Victoria Racibórz | 9 grudnia 2005       | Mistrzostwa Europy            | Triest       | [ 84 ] |
| 50 m stylem motylkowym        | 25,36    |  | Aleksandra Urbańczyk-Olejarczyk                                                                                | AZS UŁ-PŁ Łódź        | 6 sierpnia 2017      | Puchar Świata                 | Berlin       | [ 85 ] |
| 100 m stylem motylkowym       | 57,00    |  | Alicja Tchórz                                                                                                  | MKS Juvenia Wrocław   | 29 września 2021     | International Swimming League | Neapol       | [ 86 ] |
| 200 m stylem motylkowym       | 2:03,53  |  | Otylia Jędrzejczak                                                                                             | AZS AWF Warszawa      | 13 grudnia 2007      | Mistrzostwa Europy            | Debreczyn    | [ 87 ] |
| 100 m stylem zmiennym         | 57,82    |  | Alicja Tchórz                                                                                                  | MKS Juvenia Wrocław   | 4 listopada 2021     | Mistrzostwa Europy            | Kazań        | [ 88 ] |
| 200 m stylem zmiennym         | 2:07,97  |  | Alicja Tchórz                                                                                                  | MKP Juvenia Wrocław   | 17 grudnia 2015      | Mistrzostwa Polski            | Lublin       | [ 89 ] |
| 400 m stylem zmiennym         | 4:31,89  |  | Katarzyna Baranowska                                                                                           | MKP Szczecin          | 16 grudnia 2007      | Mistrzostwa Europy            | Debreczyn    | [ 90 ] |
| Sztafety reprezentacji Polski |          |  | |                       |                      |                               |              |        |
| 4 × 50 m stylem dowolnym      | 1:35,94  |  | Katarzyna Wasick (23,40) Kornelia Fiedkiewicz (24,20) Dominika Sztandera (24,87) Alicja Tchórz (23,47)         | Polska                | 2 listopada 2021     | Mistrzostwa Europy            | Kazań        | [ 91 ] |
| 4 × 50 m stylem zmiennym      | 1:44,85  |  | Alicja Tchórz (26,29) Dominika Sztandera (29,55) Kornelia Fiedkiewicz (25,75) Katarzyna Wasick (23,26)         | Polska                | 8 grudnia 2019       | Mistrzostwa Europy            | Glasgow      | [ 92 ] |
| Sztafety klubowe              |          |  | |                       |                      |                               |              |        |
| 4 × 100 m stylem dowolnym     | 3:35,54  |  | Alicja Tchórz (54,37) Kornelia Fiedkiewicz (52,48) Karolina Jurczyk (54,85) Klaudia Naziębło (53,84)           | MKS Juvenia Wrocław   | 17 grudnia 2020      | Mistrzostwa Polski            | Olsztyn      | [ 93 ] |
| 4 × 200 m stylem dowolnym     | 8:01,75  |  | Klaudia Naziębło (1:59,96) Kornelia Fiedkiewicz (1:59,12) Dominika Sztandera (2:04,08) Alicja Tchórz (1:58,59) | MKS Juvenia Wrocław   | 19 grudnia 2020      | Mistrzostwa Polski            | Olsztyn      | [ 94 ] |
| 4 × 50 m stylem zmiennym      | 1:45,16  |  | Alicja Tchórz (26,41) Dominika Sztandera (29,29) Klaudia Naziębło (25,83) Kornelia Fiedkiewicz (23,63)         | MKS Juvenia Wrocław   | 16 grudnia 2020      | Mistrzostwa Polski            | Olsztyn      | [ 95 ] |
| 4 × 100 m stylem zmiennym     | 3:53,04  |  | Alicja Tchórz (58,15) Dominika Sztandera (1:04,45) Klaudia Naziębło (58,16) Kornelia Fiedkiewicz (52,28)       | MKS Juvenia Wrocław   | 20 grudnia 2020      | Mistrzostwa Polski            | Olsztyn      | [ 96 ] |

Legenda: e – rekord ustanowiony w eliminacjach, pf – rekord ustanowiony w półfinałach, sz – rekord ustanowiony na pierwszej zmianie sztafety

### Sztafety mieszane
| Konkurencja                   | Czas    |  | Zawodnik / Zawodniczka                                                                                           | Klub                      | Data             | Zawody             | Miejsce   | Źródło  |
| ----------------------------- | ------- |  | --- | ------------------------- | ---------------- | ------------------ | --------- | ------- |
| Sztafety reprezentacji Polski |         |  | |                           |                  |                    |           |         |
| 4 × 50 m stylem dowolnym      | 1:29,46 |  | Paweł Juraszek (21,33) Jakub Majerski (21,03) Alicja Tchórz (24,01) Katarzyna Wasick (23,09)                     | Polska                    | 6 listopada 2021 | Mistrzostwa Europy | Kazań     | [ 97 ]  |
| 4 × 50 m stylem zmiennym      | 1:38,22 |  | Alicja Tchórz (26,21) Krzysztof Tokarski (26,04) Aleksandra Urbańczyk-Olejarczyk (25,51) Konrad Czerniak (20,46) | Polska                    | 14 grudnia 2017  | Mistrzostwa Europy | Kopenhaga | [ 98 ]  |
| Sztafety klubowe              |         |  | |                           |                  |                    |           |         |
| 4 × 50 m stylem dowolnym      | 1:30,12 |  | Paweł Juraszek (21,22) Piotr Ludwiczak (21,20) Paulina Peda (24,55) Katarzyna Wasick (23,15)                     | AZS AWF Katowice          | 3 grudnia 2021   | Mistrzostwa Polski | Bydgoszcz | [ 99 ]  |
| 4 × 50 m stylem zmiennym      | 1:40,43 |  | Piotr Ludwiczak (23,60) Paweł Smoliński(26,34) Julia Maik(25,86) Aleksandra Cieplak (24,63)                      | KKS Włókniarz 1925 Kalisz | 20 grudnia 2024  | Mistrzostwa Polski | Bydgoszcz | [ 100 ] |